# エルモア・ジェームス
エルモア・ジェームス（Elmore James、1918年1月27日 - 1963年5月24日）は、アメリカ合衆国のブルース・ギタリスト。エレクトリック・ギターによるボトルネック奏法を主とした野性的な音を特徴とし、後のロック・ギタリストたちにも影響を与えた。
「ローリング・ストーンの選ぶ歴史上最も偉大な100人のギタリスト」（2011年）において第30位。

## 略歴
ミシシッピ州ホームズ郡リッチランド生まれ。10代の頃から「クリーンヘッド」「ジョー・ウィリー・ジェームス」などの名前で音楽活動を始め、サニー・ボーイ・ウィリアムソンII、ハウリン・ウルフ、ロバート・ジョンソンらと共演した。
1952年にロバート・ジョンソンのカバーの「ダスト・マイ・ブルーム」がビルボードR&Bチャート9位のヒットを記録する。同曲は、ブルース・ロックのミュージシャンによるアルバムにおいてカバーやライブで演奏されることが多い。曲の冒頭で聴かれる彼のワイルドな3連スライド・ギターリフは他のブルース曲にも借用される。またエルヴィス・プレスリーもカバーしたドゥーワップ・グループ、クローヴァーズの「Down in the Alley」(1957年)でも多少変化させたリフが借用されている。
キャリアの絶頂期だった1963年5月24日、ジェームスはシカゴの従兄、ホームシック・ジェームス宅にて心臓発作により死去した。45歳だった。

## ディスコグラフィ

### アルバム
- 『ブルース・アフター・アワーズ』 - Blues After Hours (1960年) ※再発盤『The Blues In My Heart The Rhythm In My Soul』でも知られる

※以下のアルバムは死後の発売
- 『スカイ・イズ・クライング』 - The Sky Is Crying (1965年)
- 『アイ・ニード・ユー』 - I Need You (1966年)
- 『フーズ・マディ・シューズ』 - Whose Muddy Shoes (1969年) ※ジョン・ブリムとのスプリット盤
- Street Talkin' (1975年)
- King of the Slide Guitar (1992年)
- The Classic Early Recordings: 1951–1956 (1993年)
- The Sky Is Crying: The History of Elmore James (1993年)
- Golden Hits (1996年)

### 主なシングル
- "Dust My Broom" (1951年 & 1965年)
- "I Believe" (1953年)
- "Standing at the Crossroads" (1954年 & 1965年)
- "Dust My Blues" (1955年)
- "It Hurts Me Too" (1957年 & 1965年)
- "The Sky Is Crying" (1960年)
- "I Can't Hold Out" (1960年)
- "Rollin' and Tumblin'" (1960年)
- "Shake Your Moneymaker" (1961年)
- "Look on Yonder Wall" (1961年)
- "Bleeding Heart" (1965年)
- "One Way Out" (1965年)
- "Every Day I Have the Blues" (1965年)